# 모리시타 히토시 (1967년)
모리시타 히토시(일본어: 森下 仁之, 1967년 12월 9일 ~ 2025년 6월 25일)는 일본의 전 축구 선수, 감독이다.

## 구단 경력
1987년부터 1996년까지 도스 퓨처스에서 뛰었다.

## 지도자 경력
2012년부터 2016년까지 츠바이겐 가나자와에서 감독을 맡았다. 2014년 J3리그 준우승으로 J2리그로 승격하였다. 2018년 기라반츠 기타큐슈의 감독으로 취임하였다.